# Carlos Marcucci (Musiker)
Carlos Marcucci (* 30. Oktober 1903 in Buenos Aires; † 31. Mai 1957), genannt  El pibe de Wilde, war ein argentinischer Bandoneonist, Bandleader und Tangokomponist.

## Leben
Marcucci wuchs in Wilde im Großraum Buenos Aires auf. Er hatte achtjährig Bandoneonunterricht bei Arturo Bernstein. Bei Mario Rosegger studierte er Violine gemeinsam mit Antonio Rodio, mit dem er bei Recitals auftrat. In der Bar Iglesias debütierte er als Tangomusiker mit einem aus Kindern bestehenden Trio, dem auch Cayetano Puglisi angehörte. Im Alter von vierzehn Jahren wurde er Mitglied eines Trios mit dem Gitarristen Ángel Domingo Riverol und dem Geiger Raimundo Orsi, der später als Fußballspieler bekannt wurde. Außerdem spielte er u. a. in einer Formation Francisco De Caros im Café Royal.
1923 trat er mit Carlos Vicente Geroni Flores auf und unternahm seine erste Auslandstournee durch Mexiko und Kuba mit der Theaterkompagnie Vittone-Pomar, der u. a. der Sänger José Muñiz, die Schauspielerinnen María Esther Podestá und Olinda Bozán sowie Libertad Lamarque angehörten. Nach seiner Rückkehr engagierte ihn Francisco Canaro 1925 für eine Tour nach Paris. Zu seinem Orchester gehörten Marcucci und Juan Canaro (Bandoneon), Agesilao Ferrazzano (Geige), Rafael Canaro (Kontrabass), Romualdo Lomoro (Schlagzeug) und Fioravanti Di Cicco (Klavier).
Nach seiner Rückkehr nach Argentinien gründete Marcucci eine eigene Formation, mit der er u. a. im Chanteclair, im El Nacional, im El Germinal und im Kino Metropol auftrat. 1929 spielte er mit einem eigenen Sextett (mit ihm und Salvador Grupillo am Bandoneon, den Geigern Luis Gutiérrez del Barrio und Mario Saiovich, dem Kontrabassisten Adolfo Krauss und dem Pianisten Alberto Soifer) Aufnahmen ein. Von Anfang der 1930er bis in die 1950er Jahre spielte er als Nachfolger von Pedro Laurenz Bandoneon im Orchester Julio De Caros.
Für Auftritte bei Radio Stentor wurde er Mitglied der Gruppe Los Cinco Ases Pebeco. Diese bestand aus neben ihm aus drei weiteren Bandoneonisten Pedro Maffia, Pedro Laurenz und Ciriaco Ortiz, dem Pianisten Sebastián Piana und dem Sprecher Homero Manzi. 1936 veranstaltete Arturo Kartulovichs Magazin Sintoní einen Wettbewerb zur Gründung eines All-Stars-Quintetts. Die Gewinner waren die Geiger Elvino Vardaro und Julio De Caro, der Pianist Francisco De Caro sowie die Bandoneonisten Pedro Maffia und Ciriaco Ortiz. Da Maffia ausschied, wurde Marcucci das fünfte Mitglied der Los Virtuosos, die im November 1936 bei Radio El Mundo debütierten. Von 1951 bis 1957 gehörte er dem von Francisco Trópoli geleiteten Orchester des Senders Radio Splendid an. Mit Félix Lipesker veröffentlichte er das Lehrbuch Método Moderno para Bandoneón.